# Alpaida nigrofrenata
Alpaida nigrofrenata är en spindelart som först beskrevs av Simon 1895.  Alpaida nigrofrenata ingår i släktet Alpaida och familjen hjulspindlar. Inga underarter finns listade i Catalogue of Life.